# L'hereuet
L'hereuhet (L'hereuet, en català normatiu) és una comèdia en tres actes i en prosa, original de Frederic Soler, estrenada al teatre Romea de Barcelona, la nit del 7 d'octubre de 1886.
L'acció té lloc en un poble de la província de Tarragona.

## Repartiment de l'estrena
- Gracieta: Carme Parreño
- Caterina: Caterina Mirambell
- Tomàs: Jaume Virgili
- Sever: Lleó Fontova
- Celestí: Joan Isern
- Don Felip: Iscle Soler
- Romà: Frederic Fuentes
- Don Anton: Josep Muns
- Magí: Ernest Fernández
- Convidats, parents, veïns, la llevadora, mossos, criades i els joves de les caramelles